# Barrera a prueba de conejos de Australia

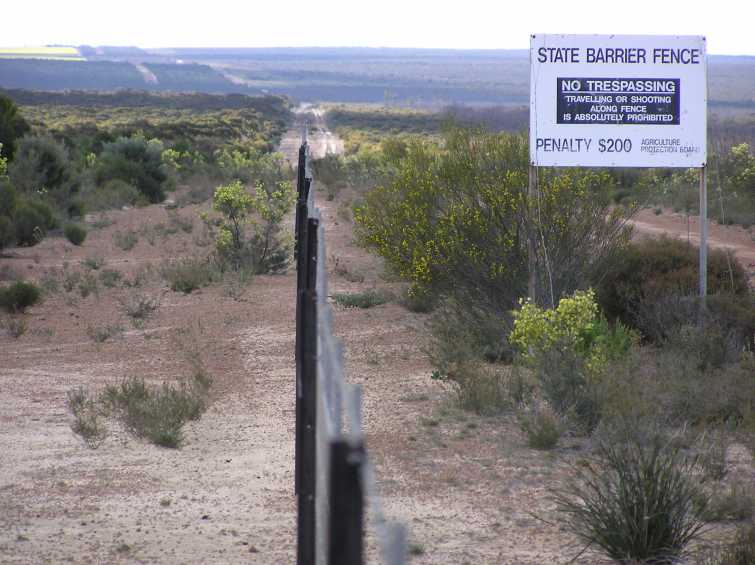
La valla a prueba de conejos (Rabbit-proof fence) en el 2005

La State Barrier Fence of Western Australia, antiguamente denominada la No. 1 Rabbit-proof Fence,  State Vermin Fence y Emu Fence, es una barrera de protección contra animales construida entre 1902 y 1907 para mantener los conejos y otras plagas agrícolas provenientes del este, fuera de las zonas de pastoreo de Australia Occidental.
Hay tres barreras en Australia Occidental: la Barrera No. 1 original, que atraviesa el Estado de norte a sur, la No. 2 que es más pequeña y está más al oeste, y la No. 3 (este-oeste) aún más pequeña. Se tardó 6 años en construir estas barreras. Cuando estuvo completada en 1907, la Rabbit-Proof Fence (que incluye a las tres barreras) se extendía en una longitud de 3.253 km (2.021 millas). El coste de construcción de las barreras fue de £337.841.

## Construcción

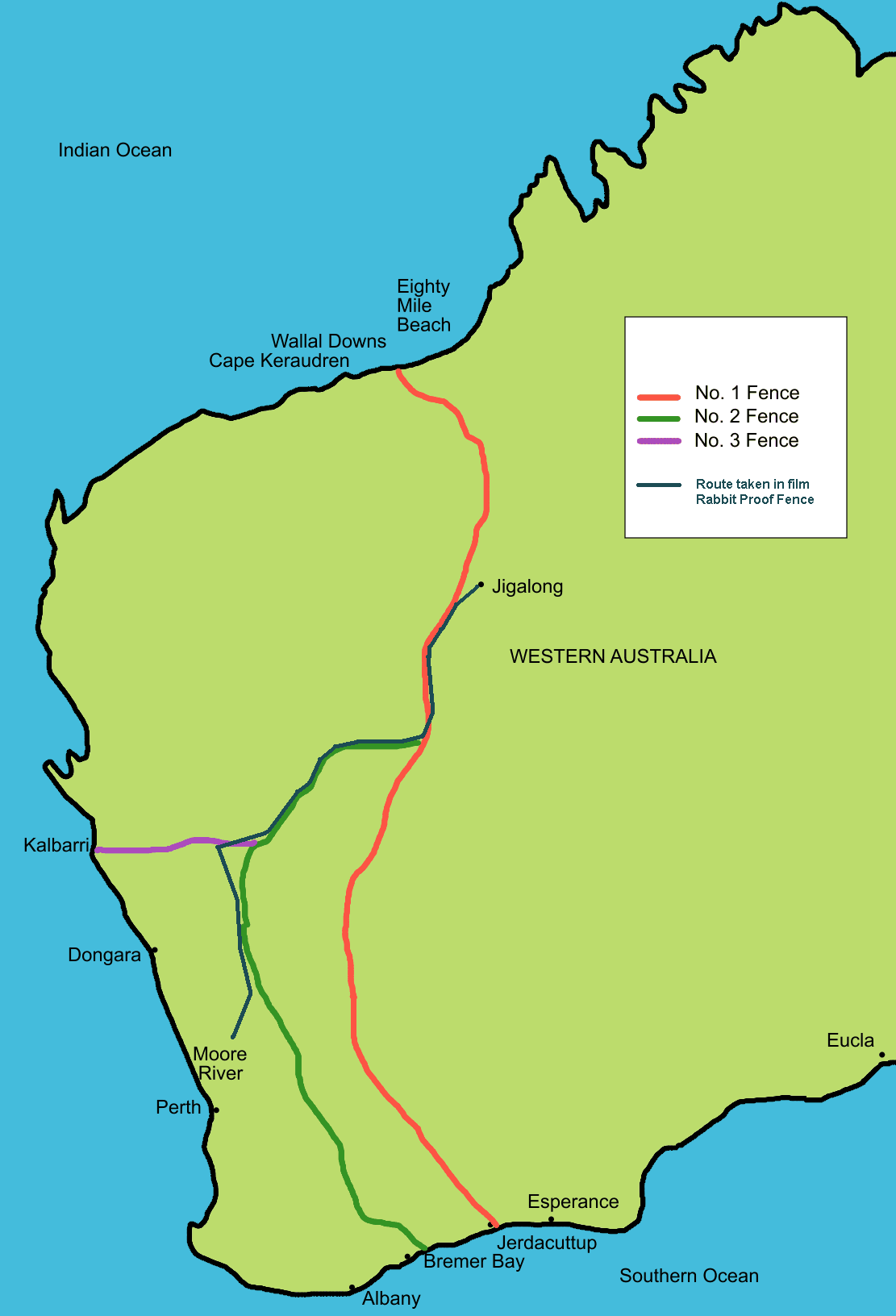
Mapa de las vallas a prueba de conejos originales en Australia Occidental.

Las estacas de la barrera están implantadas con una distancia entre ellas de 3,7 m (12 pies), y tienen un diámetro mínimo de 10 cm (4 pulgadas). Inicialmente la barrera constaba de tres hilos de 12½ de calibre situados a alturas de 10 cm (4 pulgadas), 51 cm (20 pulgadas), y 91 cm (3 pies) desde el suelo, con alambre de púas añadido más tarde a 1.02 m (3 ft 4 in)  y otro cabel normal  a 1.1 m (3 ft 7 in) para hacer que la barrera funcionase también para dingos y zorros. Sobre ellos se puso una red metálica, que llega a 15 cm (6 pulgadas) por debajo del suelo.
La estacas se construyeron con diversos materiales adaptados al clima local y a la disponibilidad de madera. Al inicio se usaron varios tipos de eucaliptos, pero atraían a las hormigas blancas y fueron reemplazadas.